# Céline Thiébault-Martinez
Céline Thiébault-Martinez est une femme politique française élue députée de Seine-et-Marne en juillet 2024.

## Biographie
Née à Charleville-Mézières, Céline Thiébault-Martinez habite à Combs-la-Ville. Elle est issue d'un milieu modeste, fille d'une mère femme de ménage et d'un père comptable. Elle est diplômée d'un master en économie de la santé obtenu à Bordeaux. Ancienne membre du Bureau national de l'Unef, elle a présidé l'association des Anciens.
En 2014, elle entre au cabinet de Laurence Rossignol, et devient directrice de cabinet adjointe lorsque celle-ci devient la ministre des Familles, de l’Enfance et des Droits des Femmes (jusqu'en 2017).
En dehors de ce passage en cabinet, elle a effectué l'essentiel de sa carrière dans le secteur des mutuelles et de la protection sociale: LMDE, Mutuelle Nationale Territoriale, Intériale Mutuelle, Institut de la Protection Sociale Européenne. Au moment de son élection en 2024, elle est directrice de la Mutuelle des Scop et des Scic
Elle est surtout connue pour son engagement militant et associatif, en particulier pour les droits des femmes. Elle est membre du bureau de l'Assemblée des femmes, association présidée par Laurence Rossignol. Elle est devenue présidente de la Coordination pour le lobby européen des femmes (CLEF) en juin 2022, en tant que représentante de l'Assemblée des femmes.
Membre de l'UNEF puis du parti socialiste depuis 1995, elle est élue députée sous l'étiquette Nouveau Front Populaire aux législatives de juillet 2024 dans la neuvième circonscription de Seine et Marne. Arrivée deuxième derrière le RN au premier tour dans un contexte de triangulaire, la députée sortante macroniste Michèle Peyron s'est désistée en sa faveur dans l'entre deux tours.